# Valentino Ravnić
Valentino Ravnić (* 20. Juli 1995 in Zadar) ist ein kroatischer Handballspieler.

## Karriere

### Verein
Valentino Ravnić spielte ab 2013 für den MRK Umag in der kroatischen Premijer Liga. Im Sommer 2017 wechselte der 1,90 m große Linksaußen zum Serienmeister RK Zagreb, mit dem er 2018, 2019, 2021 und 2022 Meister und Pokalsieger wurde. Seit 2022 steht er beim rumänischen Erstligisten HC Dobrogea Sud Constanța unter Vertrag.

### Nationalmannschaft
Mit der kroatischen Nationalmannschaft gewann Valentino Ravnić das Handballturnier bei den Mittelmeerspielen 2018. Bei der Europameisterschaft 2020 gewann er mit der Auswahl die Silbermedaille, im Turnier warf er zwei Tore in vier Einsätzen. Bei der Europameisterschaft 2022 erreichte man den 8. Platz, er blieb in zwei Partien ohne Tor.